# Вулиця Поліська (Львів)
Вулиця Поліська — вулиця у Личаківському районі міста Львів, місцевість Збоїща. Пролягає від вулиці Богдана Хмельницького до міської межі й далі до вул. Галицької у селі Малехів.

## Історія та забудова
Вулиця прокладена у 1980-х роках поблизу так званого Галицького перехрестя, у 1986 році отримала сучасну назву, на честь етнокультурного краю та історико-географічного регіону Полісся.
По обидва боки вулиці Поліської розташовані торговельні павільйони ринку «Галицьке перехрестя», який має адресу: вул. Поліська, 2. 